# McLaren W1
McLaren W1 är en sportbil som den brittiska biltillverkaren McLaren Automotive presenterade i oktober 2024. Tillverkningen uppges starta under 2025.

## Tekniska data
| Tekniska data                  | McLaren P1                                                            |
| ------------------------------ | --------------------------------------------------------------------- |
| Motor:                         | 8-cylindrig 90° V-motor med dubbelturbo                               |
| Cylindervolym:                 | 4,0 l                                                                 |
| Borrning x slaglängd:          |                                                                       |
| Kompression:                   |                                                                       |
| Max effekt vid varvtal:        | 929 hk vid 9 200 v/min                                                |
| Max vridmoment vid varvtal:    |                                                                       |
| Hybridsystem:                  | Elmotor på bakaxeln, 255 kW                                           |
| Max systemeffekt:              | 1 275 hk                                                              |
| Max systemvridmoment:          | 1 340 Nm                                                              |
| Ventilstyrning:                | Dubbla överliggande kamaxlar per cylinderrad, 4 ventiler per cylinder |
| Bränslesystem:                 | Direktinsprutning                                                     |
| Växellåda:                     | 8-växlad växellåda med dubbelkoppling                                 |
| Bromsar:                       | Keramiska skivbromsar                                                 |
| Hjulupphängning fram & bak:    | Dubbla tvärlänkar                                                     |
| Chassi & kaross:               | Kolfiberchassi med kompositkaross.                                    |
| Däck:                          |                                                                       |
| Hjulbas:                       | 2680 mm                                                               |
| L x B x H:                     | 4635 x 2191 x 1182 mm                                                 |
| Torrvikt:                      | 1400 kg                                                               |
| Acceleration 0 – 100 km/h:     | 2,7 s                                                                 |
| Acceleration 0 – 200 km/h:     | 5,8 s                                                                 |
| Toppfart:                      | 350 km/h                                                              |
| Bränsleförbrukning per 100 km: |                                                                       |
| CO2-utsläpp per km:            | 310 g/km                                                              |